# DCSNet
DCSNet (англ. Digital Collection System Network) — автоматизированная система ФБР по проведению перехватов различных телекоммуникационных сервисов в США, работает по принципу «point-and-click». Создавалась с 1997 года. К 2007 ФБР потратило 39 миллионов долларов на систему.
По сообщениям СМИ, система позволяет перехватывать звонки по мобильным сетям, по традиционной телефонии и SMS-сообщения на всей территории США. Для передачи данных использует независимую сеть. Предназначена для повышения продуктивности сотрудников спецслужб (агентов), позволяя маршрутизировать перехваченные данные для перевода или анализа за несколько щелчков мышью.
Состоит из трех программных компонент, работающих в ОС Windows: DCS3000, DCS5000, DCS6000. Программа DCS3000 собирает метаинформацию, ассоциированную с набранными номерами и с номерами входящих вызовов, аналогично традиционным trap-and-trace и pen register. Программа DCS5000 используется в подразделении ФБР, ответственном за контрразведку для поиска потенциальных шпионов, предполагаемых террористов и других с помощью прослушки. Компонента DCS6000 перехватывает содержимое телефонных звонков и текстовых сообщений для последующего анализа.
Возможности DCSNet по разведывательному перехвату данных в реальном времени: запись, просмотр и воспроизведение перехваченных материалов.
Значительное количество информации о DCSNet стало доступно благодаря закону Freedom of Information Act (FOIA, Акт о свободе информации) и запросам информации, сделанными Electronic Frontier Foundation (EFF).
Сеть DCSNet связана с системой Red Hook, используемой ФБР вместо того, чтобы получать судебные решения и использовать инфраструктуру, предусмотренную законом CALEA.